# Accident du travail en France
En droit français, l'accident du travail est l'accident survenu par le fait ou à l’occasion du travail à toute personne salariée ou travaillant, à quelque titre ou en quelque lieu que ce soit, pour un ou plusieurs employeurs ou chefs d’entreprise.
La notion juridique a été introduite par la loi du 9 avril 1898 qui a instauré un système d'indemnisation forfaitaire. En 2018, 633 000 accidents de travail se sont produits. Leur nombre augmente encore de près de 3 % en 2019 (651 000 accidents reconnus).

## Définition d'un accident du travail

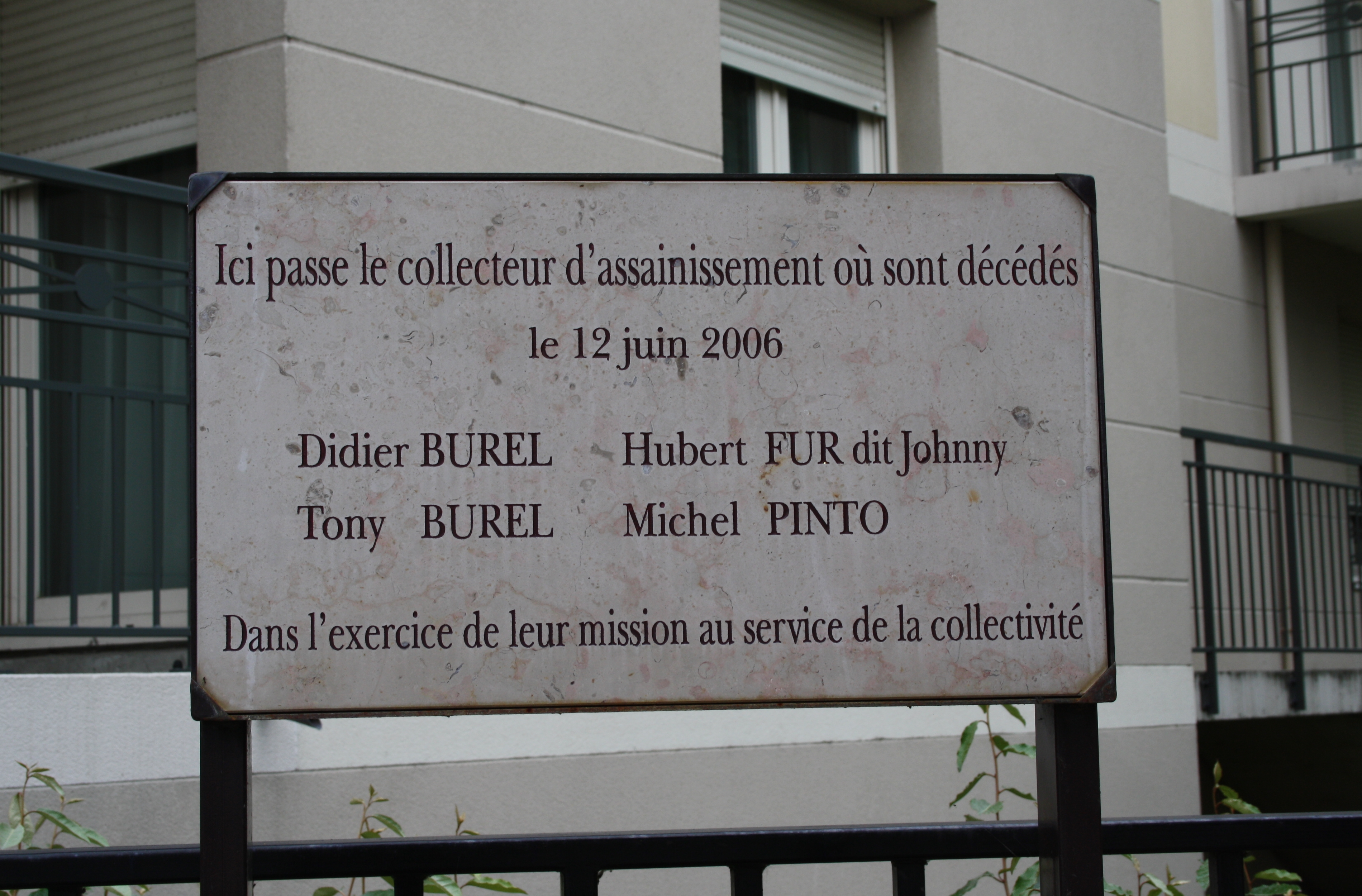
Plaque en mémoire d'ouvriers morts au travail.

L'article L. 411-1 du code de la sécurité sociale définit ainsi l'accident du travail :

« Est considéré comme accident du travail, quelle qu’en soit la cause, l’accident survenu par le fait ou à l’occasion du travail à toute personne salariée ou travaillant, à quelque titre ou en quelque lieu que ce soit, pour un ou plusieurs employeurs ou chefs d’entreprise. »

Pour qu’un accident soit considéré comme accident de travail, il faut donc :
- Un « fait accidentel » pouvant être daté avec précision et qui soit à l’origine d’une lésion corporelle ou psychique (la lésion ou sa rechute doit être soudaine). 
(Aujourd'hui, le caractère soudain et imprévisible du fait causal n'est plus nécessaire, après plusieurs arrêts de la cour de cassation).
- L’existence d’un lien de subordination de la victime à son employeur au moment de l’accident.
- Il n’est pas nécessaire que le fait à l’origine des lésions soit strictement lié à un acte de travail du moment que le salarié reste dans les liens de la subordination. 
À noter qu'à la différence de l'accident de travail dans le régime général de la sécurité sociale, où tout dommage au salarié est considéré comme « accident du travail » dès lors qu'il survient sur les lieux et aux horaires de travail, l'accident survenant dans la fonction publique, appelé « accident de service », nécessite obligatoirement l'intervention d'un agent causal extérieur au blessé.

## Présomption d'imputabilité et forfaitisation de réparation du préjudice
Cette définition repose sur un compromis, la présomption d’imputabilité et donc la certitude de l'indemnisation contre la forfaitisation de réparation du préjudice subi (et donc son plafonnement).
- La prise en charge d’un dommage par la présomption d’imputabilité : la responsabilité de l’employeur est présumée. Le salarié n’a pas à en établir la preuve. La prise en charge par la Sécurité sociale (soins, perte de revenu, éventuellement préjudice) est automatique (sauf contestation fondée) ;
- La réparation forfaitaire du préjudice subi : la réparation est forfaitaire et donc limitée, sauf invocation de la faute inexcusable de l’employeur qui permet au salarié d’obtenir une plus forte réparation et à la Sécurité sociale de se retourner contre l'employeur.

Mais l'indemnisation en cas de faute inexcusable de l'employeur était limitée à certains préjudices énumérés à l'article L. 452-3 du code de la sécurité sociale (souffrances physiques et morales endurées, préjudices esthétiques et d'agrément, préjudices résultant de la perte ou de la diminution des possibilités de promotion professionnelle).
Dans une décision du 18 juin 2010, le Conseil constitutionnel a considéré que les victimes d’un accident du travail dû à la faute inexcusable de leur employeur pouvaient demander, devant les juridictions de sécurité sociale, l'indemnisation des préjudices subis non réparés par la législation de sécurité sociale sans que chaque préjudice non réparé par la sécurité sociale puisse être réparé intégralement.
Selon le journaliste Ludo Simbille, même en cas d'accident mortel, les dirigeants d’entreprises font rarement l'objet d'une condamnation en Justice, dissimulés derrière un système de sous-traitance pour échapper à leurs responsabilités. À peine 2 % des employeurs écopent de peines de prison, généralement avec sursis. Les rares condamnations se limitent à une amende. D'après Jean-Paul Teissonnière, spécialiste du droit pénal du travail, « Pour un juge, un patron, qu’il peut croiser aux vœux annuels du préfet, n’est pas la figure habituelle du délinquant », ce qui contribuerait à expliquer la mansuétude qu'ils manifestent à leur égard.

## Prise en charge par la Sécurité sociale

### Reconnaissance
Dans le cas d'une affiliation au Régime Général, l’employeur peut lorsqu'il effectue sa déclaration d’accident du travail auprès de la Caisse primaire d'assurance maladie (CPAM) mentionner des réserves sur les circonstances (lieu, moment, existence d’une cause étrangère au travail), via une rubrique spécifique intitulée "Éventuelles réserves motivées" du formulaire de déclaration. 
La CPAM a un délai de 30 jours pour statuer sur le caractère professionnel de l’accident, délai qui est prolongé de 2 mois supplémentaires s’il apparaît qu’un examen ou une enquête complémentaire sont utiles. 
En l’absence de décision de la CPAM dans le délai imparti, l'AT est reconnu automatiquement. De son côté, l'employeur a pendant deux mois après cette décision le droit d'exercer un recours pour obtenir qu'elle soit inopposable chez lui, via une saisine préalable de la commission de recours amiable (CRA) de la CPAM.

### Protection contre le licenciement
Des règles protectrices s'appliquent aux victimes d'un accident du travail ou d'une maladie professionnelle, qui prévoient en particulier la consultation du CSE, une indemnité spécifique de licenciement, et surtout une période de protection contre le licenciement. Ces règles s'appliquent à partir du moment l'employeur a connaissance d'une origine professionnelle, même s'il conteste : la protection des victimes d'accident du travail ou de maladie professionnelle s'applique pendant la période où la qualification finale de l'accident est incertaine.

### Coût des soins
La prise en charge par la Sécurité sociale est globalement plus favorable que dans les arrêts-maladie. Une fois que sa caisse primaire d'assurance maladie a reconnu le caractère professionnel de son accident, le patient concerné bénéficie d'une prise en charge à 100 % de tous les soins en découlant, sur la base et dans la limite des tarifs de la Sécurité sociale, excepté les prothèses dentaires et des dispositifs médicaux spécifiques, pris en charge à 150 % sur la base des tarifs de la Sécurité sociale et dans la limite des frais réels. L'assuré n'a pas à faire l'avance des frais car la caisse d'affiliation de l'Assurance-maladie les règle directement aux praticiens, auxiliaires médicaux et établissements de soins.

## Sécurité au travail
Le code du travail décrit les principes généraux de prévention à respecter dans l'entreprise.
La loi du 31 décembre 1991 est elle-même la transposition de la directive 1989/391/CE relative à l'amélioration de la sécurité des travailleurs et de la santé au travail.
Le principe d'évaluation des risques a été encore renforcé par le décret du 5 novembre 2001, qui impose à chaque employeur de consigner sur un document unique le résultat de cette évaluation.
La prévention des accidents du travail implique des acteurs internes et externes à l'entreprise. Au premier rang d'entre eux le chef d'entreprise, détenteur du pouvoir d'organisation du travail et du pouvoir disciplinaire dans l'entreprise est logiquement responsable de la prévention. Il doit, lorsque ces instances de représentation du personnel existent, informer et consulter le Comité d'hygiène, de sécurité et des conditions de travail (CHSCT) ou, à défaut, les délégués du personnel, sur toutes les questions relatives à la santé et la sécurité des travailleurs. D'autres acteurs sont concernés et notamment :
- Le médecin du travail. Désormais intégré dans des services de Santé au Travail pluridisciplinaires, le médecin du travail a un rôle de conseil auprès des employeurs et des employés. La médecine du travail se distingue radicalement de la médecine curative par son action uniquement destinée à la prévention des pathologies liées au travail : risques liés aux produits ou procédés utilisés sans oublier la problématique ergonomique et les troubles psychosociaux (harcèlement, stress…). Le médecin du travail détermine l'aptitude des salariés et peut prescrire des aménagements de postes, des mutations des restrictions d'aptitudes, propres à assurer la santé des salariés. Outre les célèbres examens individuels des salariés, le médecin du travail doit consacrer un tiers de son temps à des actions en milieu de travail.
- L'inspection du travail : chargée entre autres de veiller au respect des règles de santé et de sécurité du travail, cette autorité administrative, procède à des inspections des entreprises et établissements, effectue des enquêtes en cas d'accident du travail, engage, si nécessaire des procédures pénales, octroie ou refuse des dérogations...
- Les services prévention des Caisses régionales d'assurance maladie (CRAM) — depuis juillet 2010, des Caisses d'assurance retraite et de la santé au travail (CARSAT) —, visitent également les entreprises afin de les conseiller. Ces services peuvent proposer des aides ou en cas de défaillance de l'entreprise, engager des procédures de majoration de taux de cotisations AT.

L'hygiène et la sécurité sont du ressort du chef d'entreprise qui peut éventuellement le déléguer, à condition que la personne dispose de la compétence des moyens et de l'autorité nécessaire. Cela comprend au moins la prévention de l'incendie (présence de moyens d'extinction, formation à leur utilisation et à l'évacuation) et la formation de sauveteurs-secouristes du travail (SST). Les autres éléments sont fonction des risques spécifiques de l'entreprise. Les services Prévention des CRAM/CARSAT peuvent effectuer des interventions auprès des entreprises pour orienter les actions à engager, notamment en matière de protection collective.

## Financement
Les accidents du travail font l'objet d'un financement différent de celui de la branche maladie des régimes de sécurité sociale. En outre, il existe des branches accidents du travail distinctes entre le régime général (branche accidents du travail de la sécurité sociale) et les deux régimes agricoles (ATEXA pour les non-salariés agricoles et AT salariés pour les salariés agricoles).
Si le régime maladie est financé par des cotisations des employeurs comme des salariés, le régime Accident du travail est financé, lui, par des cotisations à la charge des seuls employeurs.
Les entreprises cotisent en effet au régime des accidents du travail, et cela selon des barèmes établis en fonction de deux critères :
- la taille de l'entreprise (qui influence la capacité de l'entreprise à mener des actions de prévention) ;
- la nature de son activité (plus ou moins accidentogène).

Par exemple, dans le régime général, les entreprises de 1 à 9 salariés ont un régime de cotisation forfaitaire qui dépend de leur secteur d'activité. Les entreprises employant entre 20 et 149 salariés relèvent du régime de la tarification mixte : une partie est liée au secteur d'activité de l'entreprise, l'autre est indexée aux performances de l'entreprise en termes d'accidentologie. Les entreprises de 150 salariés et plus, relèvent d'un régime de tarification individuelle, c'est- à-dire lié à leur propre sinistralité. Pour la calculer, la caisse d'assurance retraite et de la santé au travail (CARSAT) - ou CRAMIF en Île-de-France - se fonde sur les résultats des années N-2, N-3 et N-4. La cotisation des grandes entreprises est ainsi établie sur le montant des soins et des indemnités d'arrêt liés à leurs salariés (listés dans le document envoyé chaque année, le compte employeur).

### Dispositions spécifiques des régimes agricoles
Concernant les régimes agricoles, il existe deux mécanismes de financement différents des rentes d'accident du travail :
- Pour les non-salariés agricoles, c'est-à-dire essentiellement les chefs d'exploitation agricole, les rentes d'accidents du travail (ATEXA) sont financées par un fonds de réserve des rentes ATEXA provisionné chaque année. Le choix peut se faire de cotiser pour les accidents du travail à la Mutualité sociale agricole (MSA) ou bien auprès d'une compagnie privée (mutuelle ou autre).
- Pour les salariés agricoles, le régime est équilibré grâce au versement par le régime général d'une "compensation AT", calculée sur la base des masses salariales et des rentes à financer respectivement pour le régime général et le régime des salariés agricoles.

## Mode de calcul

### Trois modes de calcul
Distinction selon la taille de l'entreprise, l'activité et le télétravail.
1. Tarification collective pour les entreprises de moins de 20 salariés, dépend de l'activité exercée, fixée chaque année par arrêté.
2. Tarification mixte entre 20 et 149 salariés. « Plus l'effectif de l'entreprise s'approche de 149, plus la part du taux individuel est importante par rapport à celle du taux collectif. »
3. Tarification individuelle spécifique à l'entreprise dès 150 salariés.
4. « Les établissements exerçant une activité dont la liste est fixée par arrêté du ministre chargé de la sécurité sociale conservent un taux de cotisation collectif quel que soit leur effectif de salariés ou celui de l'entreprise dont ils relèvent[10]. »
5. « Les travailleurs à domicile des entreprises constituent des établissements distincts auxquels sont applicables les taux collectifs[10]. »

### Calcul du taux mixte
Calcul du taux mixte
1. e = [taille de l'entreprise]
2. Fraction du taux individuel = (e - 19) / 131.
3. Fraction du taux collectif = 1 - taux individuel.

### Taux net
Le taux applicable aux entreprises est le taux net correspondant au taux brut affecté de quatre majorations,.
1. Taux brut = coût du risque / salaires x 100
2. Salaires = salaires bruts déclarés des 3 dernières années.

Les majorations sont fixées chaque année par la CAT/MP puis publiées par arrêté ministériel.
Elles sont identiques pour toutes les entreprises et couvrent les dépenses mutualisées de la branche :
- la majoration M1 couvre le coût des accidents de trajet (en 2015 : M1 = 0,25 %) ;
- la majoration M2 couvre l'ensemble des frais de gestion du risque professionnel, les frais de la rééducation professionnelle et la moitié du versement à la branche maladie au titre de la sous-déclaration des accidents du travail et maladies professionnelles (en 2015 : M2 = 55 %) ;
- la majoration M3 couvre les coûts des transferts vers les autres régime, le fonds destiné à la prise en charge spécifique des salariés exposés à l'amiante et la moitié du versement à la branche maladie au titre de la sous-déclaration des accidents du travail et maladies professionnelles (en 2015 : M3 = 0,61 %) ;
- la majoration M4 couvre le coût du transfert à la branche vieillesse de la sécurité sociale pour la retraite anticipée pour pénibilité (en 2015 : M4 = 0,00 %)

Le taux net se calcule ensuite de la manière suivante : taux net = (taux brut + M1) x (1+M2) + M3 + M4
Exemple : Taux net 2015 = (taux brut + 0,25 %) x (1+55 %) + 0,61 % + 0,00 %

## Statistiques

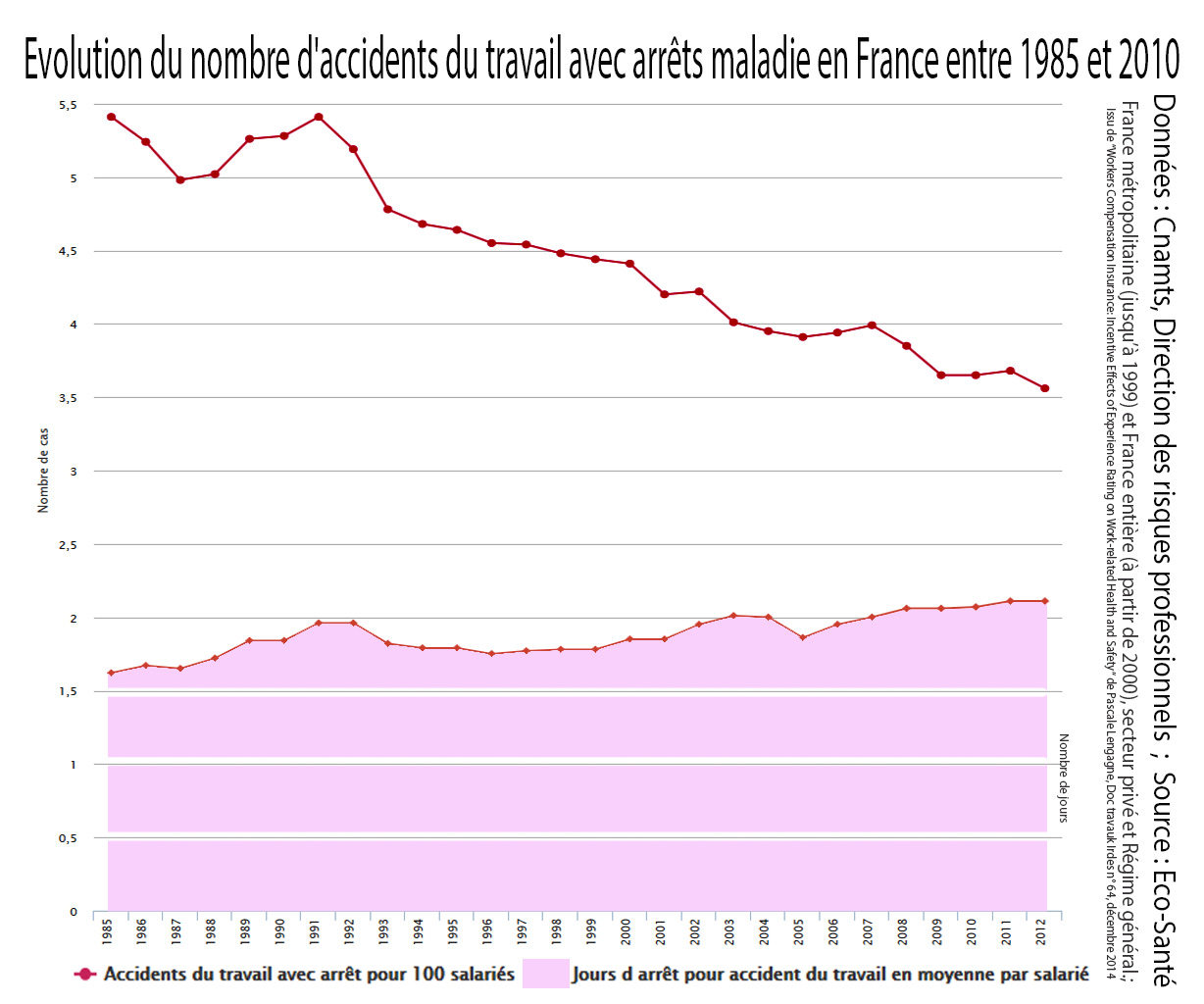
Évolution du nombre d'accidents du travail avec arrêts maladie (en haut), et nombre de jours d'arrêt pour accident (en bas) en France (1985-2010), d'après données du Cnamts (Direction des risques professionnels) dans Eco-Santé. pour le secteur privé et le Régime général en France métropolitaine (jusqu’à 1999) et dans la France entière (à partir de 2000).

Les statistiques nationales des accidents du travail sont calculées par les directions des risques professionnels de l'Assurance maladie. Les données produites par les institutions chargées de l’indemnisation des accidents du travail sont toutefois circulaires : on ne connaît que ce qui a été reconnu, laissant dans l’invisibilité les accidents non déclarés ou non admis comme tels.
Ces statistiques concernent environ 18 millions de salariés, répartis dans plus de deux millions d'établissements et dans neuf comités techniques nationaux (CTN).
Les 9 CTN sont: industries de la métallurgie (CTN A), industries du bâtiment et des travaux publics (BTP) (CTN B), industries des transports, de l’eau, du gaz, de l’électricité, du livre et de la communication (CTN C), services, commerces et industries de l’alimentation (CTN D), industries de la chimie, du caoutchouc, de la plasturgie (CTN E), industries du bois, de l’ameublement, du papier carton, du textile, du vêtement, des cuirs et des peaux et des pierres et terres à feu (CTN F), commerce non alimentaire (CTN G), activités de services I (banques, assurances, administrations, etc.) (CTN H), activités de services II (travail temporaire, action sociale, santé, nettoyage...) (CTN I).
Ces statistiques sont notamment relatives au nombre de décès, aux nouvelles incapacités permanentes, et au nombre de journées perdues.
Les statistiques françaises sont alignés sur les statistiques européennes depuis 2013. Depuis le premier janvier de cette année 2013, les accidents n'ayant pas entraîné au moins quatre jours d’arrêt ou un décès sont comptabilisés sous la qualification de "non codé" alors qu’auparavant, ils étaient codifiés identiquement aux autres.
En Europe, ces statistiques sont encadrées par les règlements (CE) n° 1338/2008 relatif aux statistiques communautaires de la santé publique et de la santé et de la sécurité au travail et (UE) n° 349/2011.

### Principaux indicateurs
En 2013, le taux de fréquence des accidents avec arrêt (nombre d'accidents ayant entraîné un arrêt de travail par million d'heures travaillées dans l'entreprise) était de 22.7 en moyenne dans l'ensemble des secteurs économiques, dont :
- 42 dans la construction (bâtiments et travaux publics) ;
- 29.5 dans le transport ;
- 17.9 dans la chimie.

En 2013, pour le régime général, il y a eu 618 263 accidents du travail reconnus dont 39 078 avec incapacité permanente et 541 décès (chiffres : Caisse nationale d'assurance maladie).
Selon Eurostat, en 2022, la France est le pays européen dans lequel surviennent le plus grand nombre d'accidents mortels au travail, soit 3,5 accidents pour 100 000 salariés, contre une moyenne européenne de 1,7. D'après le média StreetPress, en 2019, 804 accidents mortels sont recensés par la Confédération européenne des syndicats, soit là aussi le plus haut chiffre d'Europe, faisant de plus de la France le seul pays de l’Union européenne dans lequel ces accidents du travail sont en hausse. Le nombre d'accidents mortels atteint 903 pour l'année 2022, un niveau record en 20 ans. Ils sont 11 fois plus nombreux pour les hommes que pour les femmes.
| Accidents du travail en France                    | 2009       | 2010       | 2011       | 2012       | 2013       | 2014       | 2015       | 2016       |
| ------------------------------------------------- | ---------- | ---------- | ---------- | ---------- | ---------- | ---------- | ---------- | ---------- |
| Salariés                                          | 18 108 823 | 18 299 717 | 18 492 444 | 18 296 201 | 18 314 269 | 18 286 989 | 18 449 720 | 18 529 736 |
| Accidents avec arrêt                              | 651 453    | 658 847    | 669 914    | 640 891    | 618 263    | 621 124    | 624 525    | 626 227    |
| Accidents avec incapacité permanente (hors décès) | 43 028     | 41 176     | 40 986     | 40 136     | 39 078     | 36 904     | 36 046     | 34 202     |
| Décès                                             | 538        | 529        | 552        | 558        | 541        | 530        | 545        | 514        |

### Accidents de trajet
Le risque du déplacement routier est la première cause de mortalité liée au travail ; elle conduit à 6 millions d'arrêts de travail, et coûte 725 millions d’euros aux entreprises .
Les accidents du travail sur route représentent 14% de la mortalité routière.
En France, l'accident de trajet est un accident qui advient à un salarié alors qu'il réalise un déplacement entre sa résidence régulière, et le lieu de travail ou le lieu habituel de consommation des repas. Sont exclus les déplacements avec interruptions ou détours sauf nécessités essentielles telles que les courses alimentaires et le port des enfants.
| Année         | Décès | Nouvelle IP | Domicile travail | Déplacement professionnel |
| ------------- | ----- | ----------- | ---------------- | ------------------------- |
| 2012          | 318   | 7828        |                  |                           |
| 2013          | 295   | 7567        |                  |                           |
| 2014          | 273   | 7033        |                  |                           |
| 2015          | 269   | 6868        |                  |                           |
| 2016          | 249   | 6178        |                  |                           |
| 2016 et 2017  | 480   |             | 346              | 134                       |
| Source Ameli, |       |             |                  |                           |

Le graphique qui aurait dû être présenté ici ne peut pas être affiché car il utilise l'ancienne extension Graph, désactivée pour des questions de sécurité. Des indications pour créer un nouveau graphique avec la nouvelle extension Chart sont disponibles ici.

En 2015, les accidents de la route sur le trajet domicile-travail ont causé 269 décès supplémentaires, selon les données de la Caisse nationale d'assurance maladie. Le total des accidents de travail et d'accidents de trajet liés au risque routier est de 710 754 en 2015.
En 2016, les accidents du travail routier (mission professionnelle) et les accidents de trajet (domicile-travail) réunis ont tué près de 400 personnes en France.
En 2019, 406 personnes ont été tuées dans le cadre d'une déplacement sur la route lié au travail et restent la première cause de mortalité professionnelle, sous estimée par les employeurs qui ne sont que 22% à savoir qu'il s'agit de la première cause de mortalité. 51% des entreprises du bâtiment et 34% des entreprises de services ont inscrit le risque routier au document unique.
| Le graphique qui aurait dû être présenté ici ne peut pas être affiché car il utilise l'ancienne extension Graph, désactivée pour des questions de sécurité. Des indications pour créer un nouveau graphique avec la nouvelle extension Chart sont disponibles ici . | Le graphique qui aurait dû être présenté ici ne peut pas être affiché car il utilise l'ancienne extension Graph, désactivée pour des questions de sécurité. Des indications pour créer un nouveau graphique avec la nouvelle extension Chart sont disponibles ici . |

### Secteurs économiques
En raison notamment d'une désindustrialisation et d'une diminution de la dangerosité de nombreux appareils, le nombre d’accidents du travail avec arrêt (et leur fréquence par rapport au nombre d’heures rémunérées) sont en régulière diminution dans les pays industrialisés, dont en France, et notamment de 2005 à 2010 note la DARES, notamment dans les secteurs concurrentiels, en raison d'un ralentissement de l'activité économique avec toutefois un minimum en 2009 suivi d'un plateau de 2009 à 2010 puis d'une nouvelle « amélioration » de la courbe. Le nombre de jours d'arrêt de travail par accident est en augmentation légère, mais régulière. Le risque est plus élevé pour les ouvriers, jeune et de sexe masculin. Ce risque n'a pas diminué pour les femmes.
La construction reste en 2013 et 2014 le secteur le plus exposé, même si le risque d’accident du travail y a diminué davantage que la moyenne de 2005 à 2010,.
En 2014, dans le secteur du BTP : les maladies professionnelles déclarées ont augmenté de 6,1 % « avec un niveau inédit pour les troubles musculo-squelettiques (TMS) qui représentent 92,3 % des maladies professionnelles par rapport à une moyenne de 87 % pour l'ensemble du régime général ».

### Accidents survenus au cours la carrière professionnelle
L'INSEE a conduit une étude sur les accidents subis tout au long de la carrière, dont il ressort que, sur l’ensemble de leur vie professionnelle, 26 % des personnes travaillant ou ayant travaillé se souviennent avoir eu au moins un accident au travail, hors accident de trajet, ayant entraîné une blessure. Ces accidents sont plus fréquents chez les hommes (35 %), les ouvriers (40 %), les agriculteurs (32 %) et dans la construction (42 %). Les personnes exposées à une accumulation des conditions de travail pénibles (bruit, vibrations, tensions au travail…) subissent plus souvent de tels accidents. Au total, 4 % des accidentés n’ont pas retravaillé après leur accident ou, pour ceux encore en arrêt, ne pensent pas reprendre. Lorsque l’accident est survenu à 55 ans ou plus, l’activité professionnelle a pris fin beaucoup plus souvent : à ces âges, environ 15 % des victimes n’ont jamais retravaillé ou ne pensent pas pouvoir le faire.